# Pedicia apusenica
Pedicia (Crunobia) apusenica là một loài ruồi trong họ Pediciidae. Chúng phân bố ở vùng sinh thái Palearctic.